# Brandoberndorf
Brandoberndorf ist nach Einwohnerzahl der größte Ortsteil der mittelhessischen Gemeinde Waldsolms im südlichen Lahn-Dill-Kreis und Sitz ihrer Gemeindeverwaltung.

## Geographie
Brandoberndorf liegt im oberen Solmsbachtal im östlichen Hintertaunus und gehört zum Naturpark Taunus. Höchste Erhebung ist im dicht bewaldeten Süden der Gähenstoß mit 415 Meter über NN.
Nachbarorte sind Kröffelbach im Nordwesten, Griedelbach im Norden, Cleeberg im Nordosten, Weiperfelden im Osten, Bodenrod im Südosten, sowie Hasselborn und Grävenwiesbach im Süden.

## Geschichte

### Ortsgeschichte
Eine Hügelgrabanlage aus der Keltenzeit auf dem Heidenkopf (404 m ü. NN) zwischen Brandoberndorf und Dietenhausen zeugt von einer Besiedlung der Gegend bereits um etwa 200 v. Chr.
Im Lorscher Codex hatte der Heimatforscher Christian Vogel in seiner Beschreibung des Herzogtums Nassau um 1840 die Brandoberndorfer Ersterwähnung auf das Jahr 768 festgeschrieben, als der Priester Randolf vom Kloster Lorsch in Oberndorph juxta Cleeberg, in der Cleeheimer Marca ein Kirchlein erbaute. Wegen verschiedener anderer Orte mit der Bezeichnung Oberndorf ist für das Hessische Staatsarchiv Wiesbaden eine eindeutige Zuordnung jedoch nicht möglich. Die erste bisher offiziell anerkannte urkundliche Erwähnung von Brandoberndorf datiert somit aus dem Jahre 1389.
Der heutige Name ist auf das Jahr 1543 zurückzuführen, als bei einem großen Brand fast das ganze Dorf zerstört wurde. Nickel Schwob wurde wegen Brandstiftung verhaftet, später jedoch freigesprochen.
Bis 1806 gehörte Brandoberndorf zum Amt Cleeberg. Mit der Gründung des Herzogtums Nassau im Jahr 1806 ging die Verwaltung ans Amt Usingen. 1866 fiel das Herzogtum Nassau, und damit auch Brandoberndorf, an Preußen. Mit der Gebietsreform 1932, als der Kreis Wetzlar aus der preußischen Rheinprovinz herausgelöst, und der Provinz Hessen-Nassau zugeordnet wurde, wechselte Brandoberndorf in den Kreis Wetzlar, welcher sich 1977 mit dem Dillkreis zum Lahn-Dill-Kreis zusammenschloss.
Hessische Gebietsreform (1970–1977)
Im Zuge der Gebietsreform in Hessen fusionierten zum 31. Dezember 1971 die bis dahin selbständigen Gemeinden Brandoberndorf, Griedelbach, Hasselborn, Kraftsolms, Kröffelbach und Weiperfelden freiwillig zur neuen Großgemeinde Waldsolms. Für die ehemals eigenständigen Gemeinden von Waldsolms wurde je ein Ortsbezirk gebildet.

### Verwaltungsgeschichte im Überblick
Die folgende Liste zeigt die Staaten und Verwaltungseinheiten, denen Brandoberndorf angehört(e):
- vor 1642: Heiliges Römisches Reich, Amt Cleeberg (Kondominium: 1⁄2: Grafschaft Isenburg, 1⁄6: Leiningen-Westerburg, 1⁄6: Grafschaft Nassau, 1⁄6: Grafschaft Solms)[9]
- ab 1642: Heiliges Römisches Reich, Amt Cleeberg (Kondominium: 4⁄6: Landgrafschaft Hessen-Darmstadt, 1⁄6: Leiningen-Westerburg, 1⁄6: Grafschaft Nassau)[9]
- ab 1803: Heiliges Römisches Reich, Grafschaft Nassau-Usingen,[Anm. 2] Amt Usingen[9]
- ab 1806: Herzogtum Nassau,[Anm. 3] Amt Usingen
- ab 1849: Herzogtum Nassau, Kreisamt Idstein
- ab 1854: Herzogtum Nassau, Amt Usingen
- ab 1867: Königreich Preußen,[Anm. 4] Provinz Hessen-Nassau, Regierungsbezirk Wiesbaden, Obertaunuskreis
- ab 1871: Deutsches Reich, Königreich Preußen, Provinz Hessen-Nassau, Regierungsbezirk Wiesbaden, Obertaunuskreis
- ab 1886: Deutsches Reich, Königreich Preußen, Provinz Hessen-Nassau, Regierungsbezirk Wiesbaden, Kreis Usingen
- ab 1918: Deutsches Reich (Weimarer Republik), Freistaat Preußen, Provinz Hessen-Nassau, Regierungsbezirk Wiesbaden, Obertaunuskreis
- ab 1932: Deutsches Reich, Königreich Preußen, Provinz Hessen-Nassau, Regierungsbezirk Wiesbaden, Kreis Wetzlar
- ab 1944: Deutsches Reich, Freistaat Preußen, Provinz Nassau, Kreis Wetzlar
- ab 1945: Amerikanische Besatzungszone,[Anm. 5] Groß-Hessen, Regierungsbezirk Wiesbaden, Kreis Wetzlar
- ab 1946: Amerikanische Besatzungszone, Hessen, Regierungsbezirk Wiesbaden, Kreis Wetzlar
- ab 1949: Bundesrepublik Deutschland, Hessen, Regierungsbezirk Wiesbaden, Kreis Wetzlar
- ab 1968: Bundesrepublik Deutschland, Hessen, Regierungsbezirk Darmstadt, Kreis Wetzlar
- ab 1972: Bundesrepublik Deutschland, Land Hessen, Regierungsbezirk Darmstadt, Kreis Wetzlar, Gemeinde Waldsolms[Anm. 6]
- ab 1977: Bundesrepublik Deutschland, Land Hessen, Regierungsbezirk Darmstadt, Lahn-Dill-Kreis, Gemeinde Waldsolms
- ab 1981: Bundesrepublik Deutschland, Land Hessen, Regierungsbezirk Gießen, Lahn-Dill-Kreis, Gemeinde Waldsolms

## Bevölkerung

### Einwohnerstruktur 2011
Nach den Erhebungen des Zensus 2011 lebten am Stichtag dem 9. Mai 2011 in Brandoberndorf 1968 Einwohner. Darunter waren 93 (4,7 %) Ausländer. Nach dem Lebensalter waren 369 Einwohner unter 18 Jahren, 819 zwischen 18 und 49, 456 zwischen 50 und 64 und 324 Einwohner waren älter. Die Einwohner lebten in 843 Haushalten. Davon waren 240 Singlehaushalte, 231 Paare ohne Kinder und 291 Paare mit Kindern, sowie 75 Alleinerziehende und 6 Wohngemeinschaften. In 141 Haushalten lebten ausschließlich Senioren und in 597 Haushaltungen lebten keine Senioren.

### Einwohnerentwicklung
| • 1791: | 490 Einwohner |
| • 1800: | 542 Einwohner |

| Brandoberndorf: Einwohnerzahlen von 1791 bis 2011 | Brandoberndorf: Einwohnerzahlen von 1791 bis 2011 | Brandoberndorf: Einwohnerzahlen von 1791 bis 2011 | Brandoberndorf: Einwohnerzahlen von 1791 bis 2011 | Brandoberndorf: Einwohnerzahlen von 1791 bis 2011 |
| --- | ------------------------------------------------- | ------------------------------------------------- | ------------------------------------------------- | ------------------------------------------------- |
| Jahr |                                                   |                                                   |                                                   | Einwohner                                         |
| 1791 | 1791                                              |                                                   | 490                                               | 490                                               |
| 1800 | 1800                                              |                                                   | 542                                               | 542                                               |
| 1834 | 1834                                              |                                                   | 623                                               | 623                                               |
| 1840 | 1840                                              |                                                   | 672                                               | 672                                               |
| 1846 | 1846                                              |                                                   | 732                                               | 732                                               |
| 1852 | 1852                                              |                                                   | 711                                               | 711                                               |
| 1858 | 1858                                              |                                                   | 695                                               | 695                                               |
| 1864 | 1864                                              |                                                   | 656                                               | 656                                               |
| 1871 | 1871                                              |                                                   | 662                                               | 662                                               |
| 1875 | 1875                                              |                                                   | 661                                               | 661                                               |
| 1885 | 1885                                              |                                                   | 664                                               | 664                                               |
| 1895 | 1895                                              |                                                   | 651                                               | 651                                               |
| 1905 | 1905                                              |                                                   | 718                                               | 718                                               |
| 1910 | 1910                                              |                                                   | 861                                               | 861                                               |
| 1925 | 1925                                              |                                                   | 828                                               | 828                                               |
| 1939 | 1939                                              |                                                   | 880                                               | 880                                               |
| 1946 | 1946                                              |                                                   | 1.297                                             | 1.297                                             |
| 1950 | 1950                                              |                                                   | 1.370                                             | 1.370                                             |
| 1956 | 1956                                              |                                                   | 1.292                                             | 1.292                                             |
| 1961 | 1961                                              |                                                   | 1.309                                             | 1.309                                             |
| 1967 | 1967                                              |                                                   | 1.425                                             | 1.425                                             |
| 1970 | 1970                                              |                                                   | 1.439                                             | 1.439                                             |
| 1980 | 1980                                              |                                                   | ?                                                 | ?                                                 |
| 1992 | 1992                                              |                                                   | 1.700                                             | 1.700                                             |
| 2005 | 2005                                              |                                                   | 2.159                                             | 2.159                                             |
| 2008 | 2008                                              |                                                   | 2.131                                             | 2.131                                             |
| 2011 | 2011                                              |                                                   | 1.968                                             | 1.968                                             |
| Datenquelle: Historisches Gemeindeverzeichnis für Hessen: Die Bevölkerung der Gemeinden 1834 bis 1967. Wiesbaden: Hessisches Statistisches Landesamt, 1968. Weitere Quellen: LAGIS; Chronik Brandoberndorf; Zensus 2011 |                                                   |                                                   |                                                   |                                                   |

### Historische Religionszugehörigkeit
| • 1885: | 650 evangelische (= 97,89 %), 3 katholische (= 0,45 %), 11 jüdische (= 1,66 %) Einwohner |
| • 1961: | 992 evangelische (= 75,78 %), 298 katholische (= 22,77 %) Einwohner                      |

## Politik

### Ortsbeirat
Für Brandoberndorf besteht ein Ortsbezirk (Gebiete der ehemaligen Gemeinde Brandoberndorf) mit Ortsbeirat und Ortsvorsteher nach der Hessischen Gemeindeordnung.
Der Ortsbeirat besteht aus fünf Mitgliedern. Bei den Kommunalwahlen in Hessen 2021 betrug die Wahlbeteiligung zum Ortsbeirat 55,28 %. Dabei wurden gewählt: zwei Mitglieder der Liste „Die Blauen“ und je ein Mitglied der CDU, dem Bündnis 90/Die Grünen und der SPD. Der Ortsbeirat wählte Hans-Georg Meinen (Die Blauen) zum Ortsvorsteher.

### Wappen
1816 erhielt Brandoberndorf ein Siegel, das einen Eichbaum zeigte („weil das Heil von Brandoberndorf im Walde ist“). Am 20. Oktober 1937 wurde der Gemeinde in Anlehnung an dieses Siegelbild vom Staatsarchiv Wiesbaden ein Wappen verliehen („Das Wappen zeigt im blauen Schild einen goldenen Eichbaum“).

## Sehenswürdigkeiten

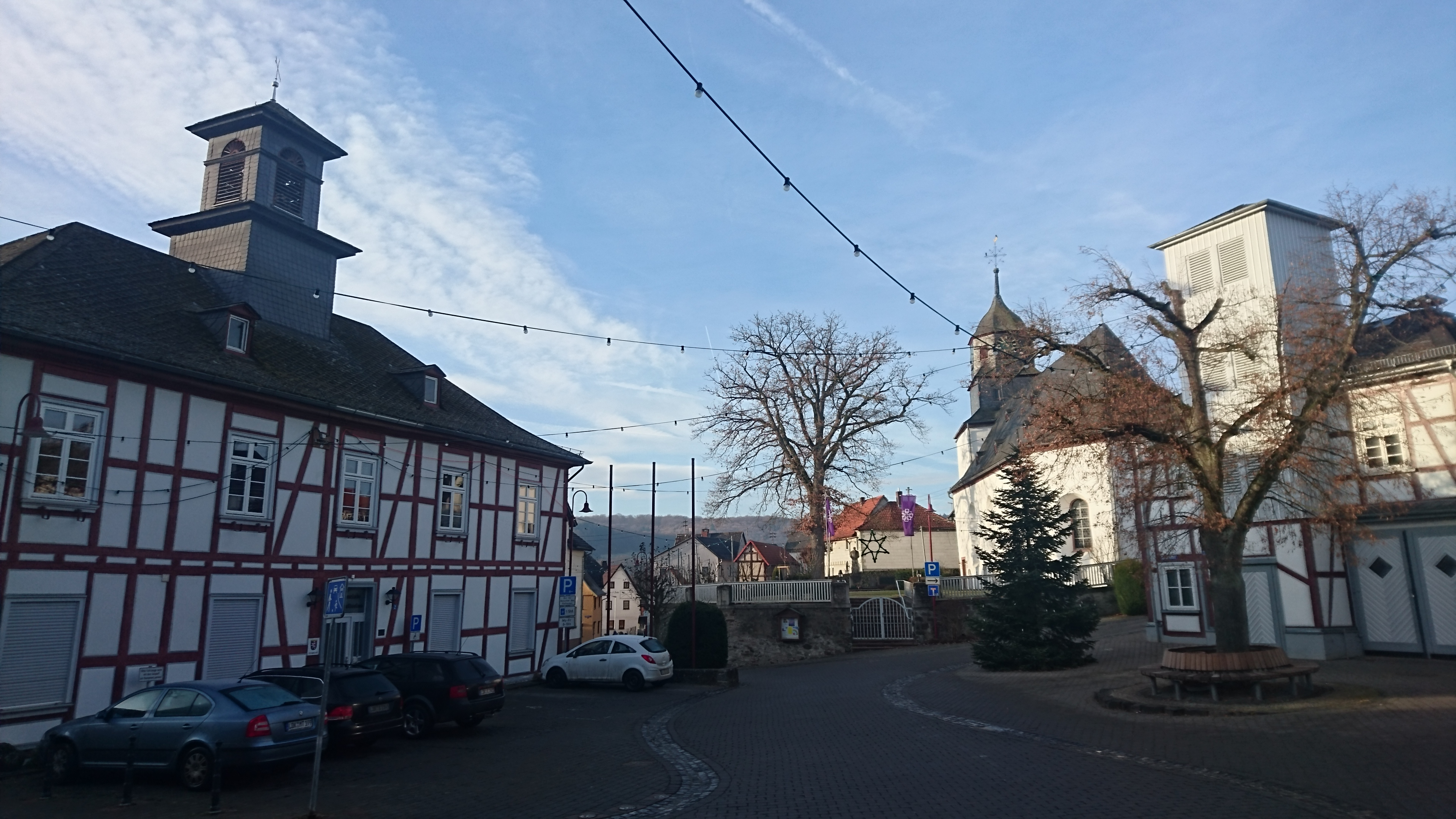
Der Lindenplatz mit evangelischer Kirche und Rathaus in der Vorweihnachtszeit

Im historischen Ortskern von Brandoberndorf befinden sich mehrere denkmalgeschützte Gebäude. Hervorzuheben ist der Lindenplatz mit der evangelischen Kirche aus dem 17. Jahrhundert und dem Rathaus (altes Schulhaus).
- Wasserhochbehälter (Brandoberndorf)

## Wirtschaft und Infrastruktur
Durch den reichen Bestand an Eichen konnte Brandoberndorf als Lieferant von Bahnschwellen in den Jahren 1867 bis 1869 viel Geld verdienen. Es mussten keine Steuern entrichtet werden, jeder Bürger bekam sogar gratis Holz und ein Geldgeschenk von der Gemeinde.
Der Waldreichtum war auch verantwortlich für die industrielle Entwicklung des Dorfes. Die Leder- und die Holzindustrie bestimmten das Leben in Brandoberndorf. Durch sie entwickelte sich das Bauerndorf zu einem Industriedorf, das durch fünf emporragende Fabrik-Schornsteine (von denen heute nur noch zwei übrig geblieben sind) äußerlich gekennzeichnet war.
In Brandoberndorf befand sich bis zum Ende des Kalten Krieges die Bundeswehr-Liegenschaft „Gerätehauptdepot Brandoberndorf“.

### Freizeitmöglichkeiten
Neben gut ausgeschilderten Wanderwegen, wie dem Panoramaweg, gibt es in Brandoberndorf ein Freibad („Taunusperle“) sowie einen Golfclub (Attighof). Im Herbst 2024 wurde ein Bike-Park mit einem Pumptrack eröffnet. 

### Bildung
- Lotte-Eckert-Schule (Grundschule)
- Zwei Kindergärten

### Verkehr

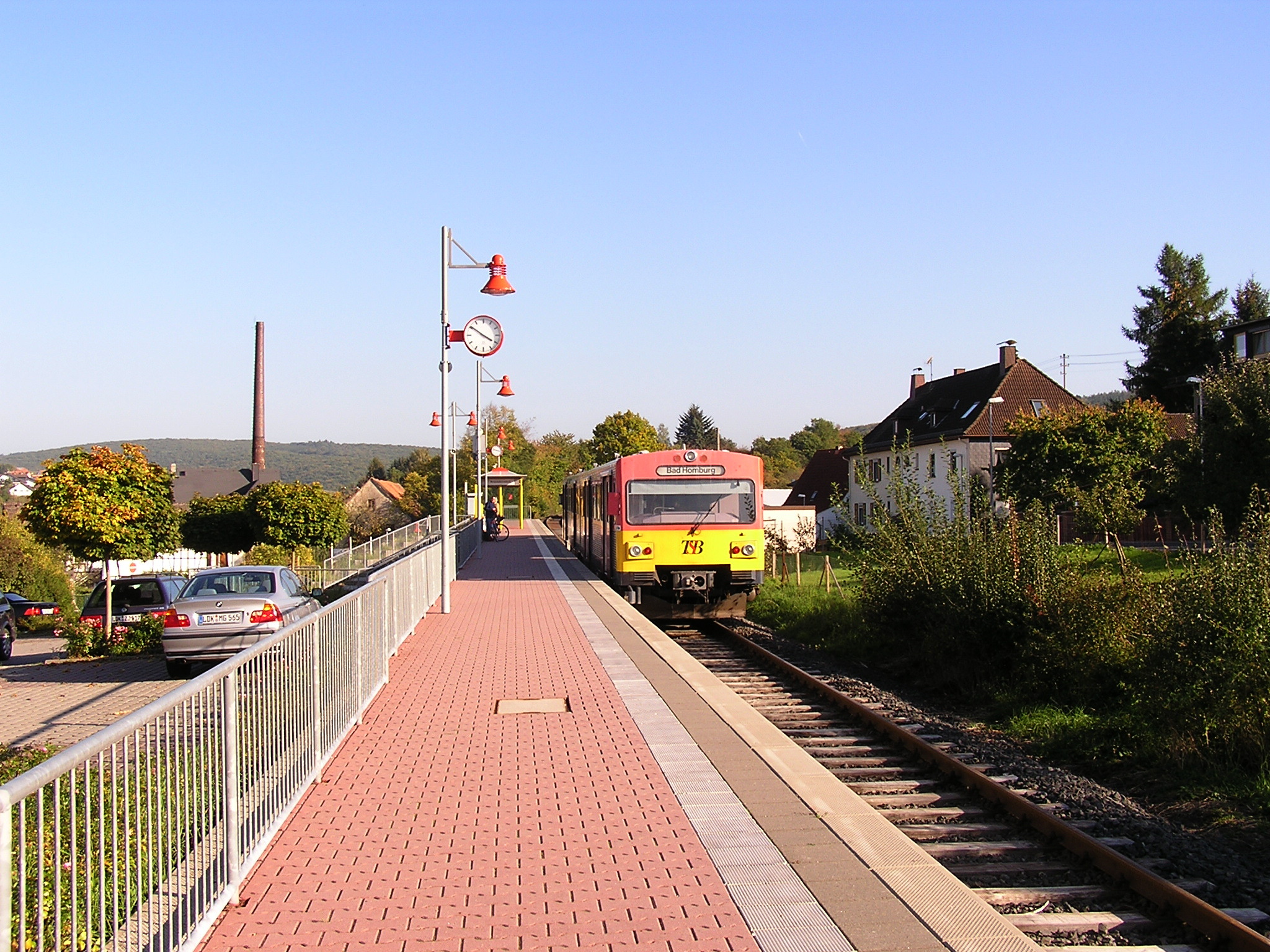
Bahnstation Brandoberndorf

Nachdem der Personenverkehr auf der Bahnstrecke Friedrichsdorf–Albshausen ab Grävenwiesbach am 31. Mai 1985 eingestellt wurde, war Brandoberndorf 15 Jahre nicht an den Schienenpersonennahverkehr angebunden. Seit 2000 ist Brandoberndorf Endpunkt der von der Regionalverkehre Start Deutschland betriebenen RMV-Linie RB 15 von und nach Frankfurt (Main) Hauptbahnhof.
Die L 3053 führt entlang des Solmsbachtales von Butzbach über Schwalbach nach Wetzlar.
Die L 3055 führt von der B 456 ab Grävenwiesbach Richtung A 45.